# Бас Радіон Михайлович
Радіон Михайлович Бас (біл. Радзівон Міхайлавіч Бас; *29 листопада 1952, Вітебськ — 9 вересня 2017) — білоруський продюсер, режисер, заслужений діяч культури Республіки Білорусь, директор фестивалів, генеральний директор дирекції фестивалю мистецтв «Слов'янський Базар у Вітебську», генеральний директор Центра культури «ВІТЕБСЬК», віце-президент FIDOF, музикант.